# Cibdela janthina
Espèce
Cibdela janthina est une espèce d'insectes hyménoptères, de la famille des Tenthredinidae. Elle est originaire de l’île de Sumatra en Asie du Sud-Est.
À l'âge adulte elle a une couleur bleu métallique. Les mâles atteignent une taille de 8 mm et les femelles 9,5 mm.
C. janthina a été introduite à La Réunion en 2007 avec autorisation préfectorale pour la lutte biologique contre une ronce envahissante, la vigne marronne. Elle y est surnommée « mouche bleue ».

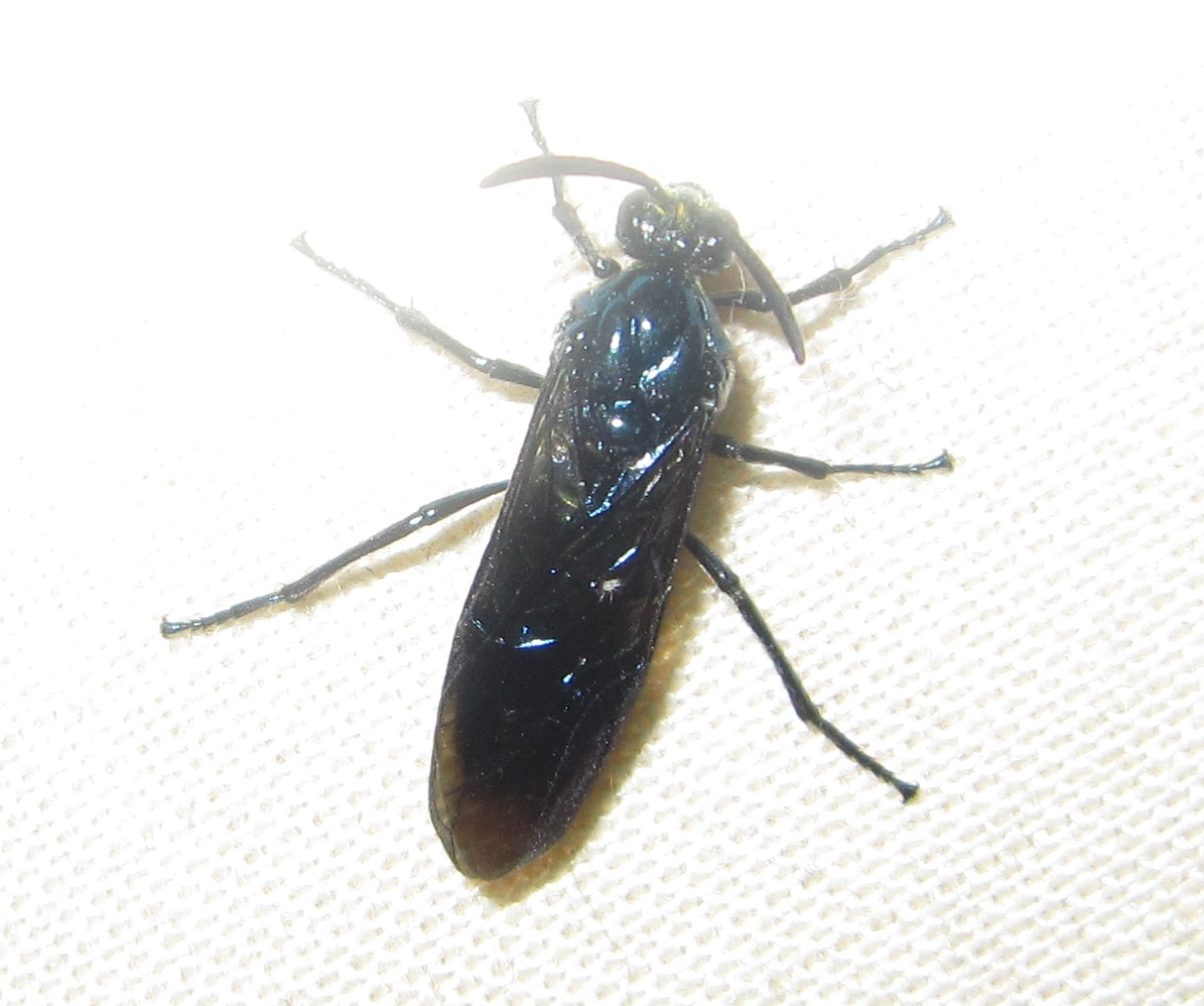
Cibdela janthina
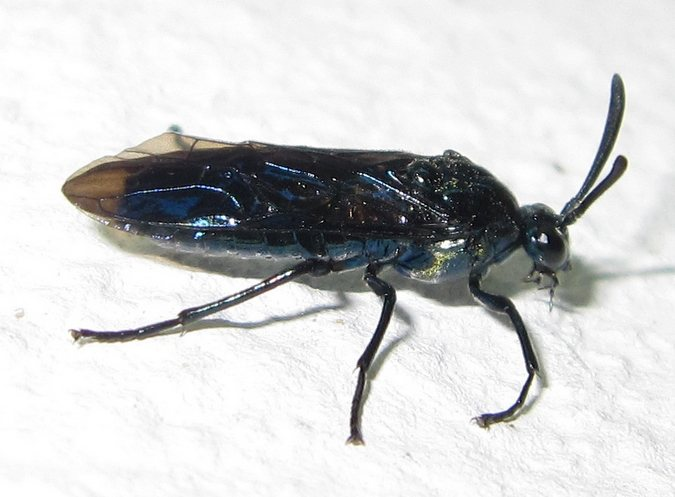
Cibdela janthina